# Діва-лебідь

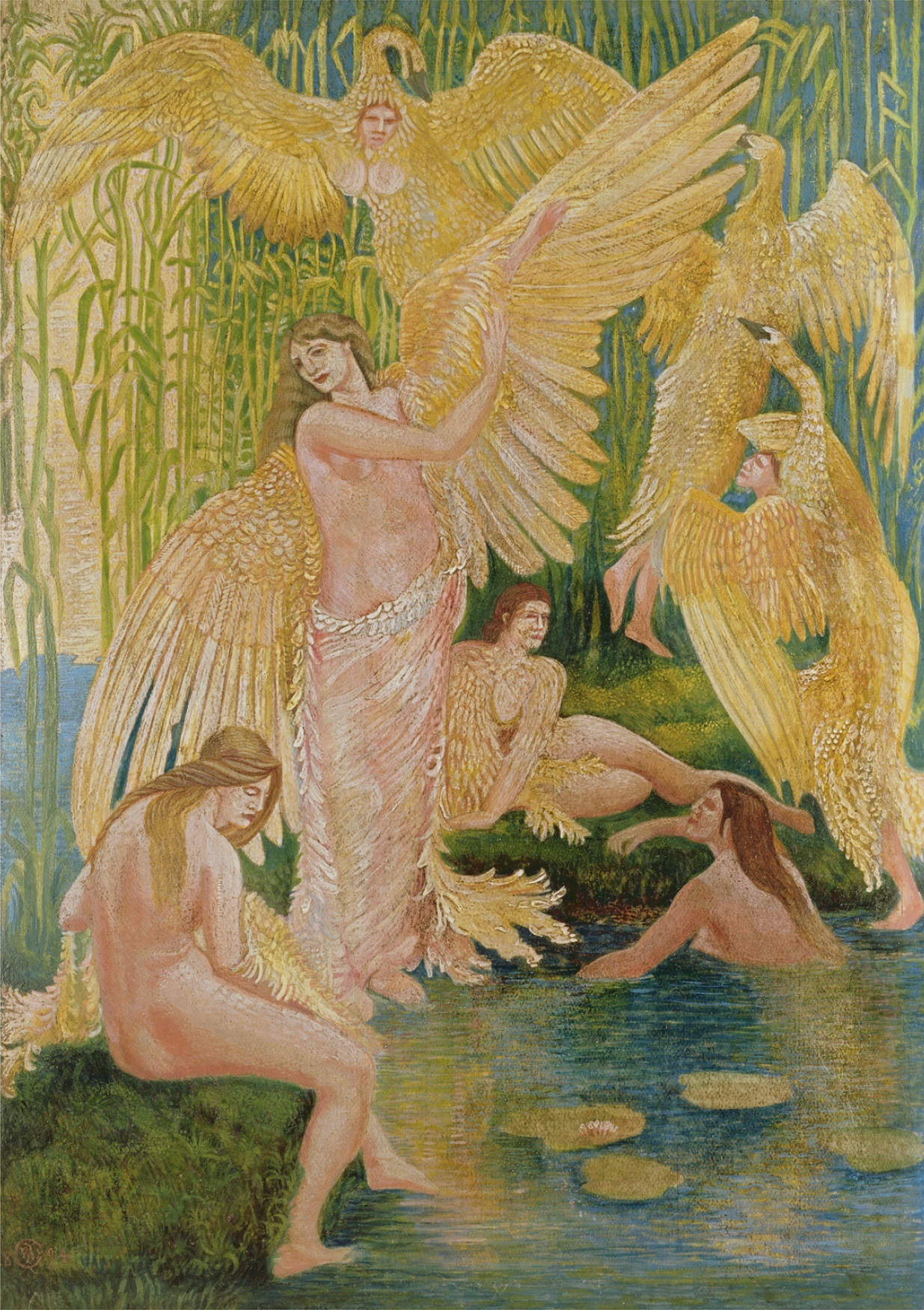
Діви-лебеді, Волтер Крейн, 1894

Діва-лебідь — жіноча легендарна постать, яка може перетворюватися на лебедя, одягнувши лебедину сорочку. Інколи, це можуть бути валькірії, інколи — ельфійки.

## Легенда

### Типова легенда
У легендах зазвичай дотримуються такого основного сюжету. Молодий неодружений чоловік викрадає чарівні шати з лебединого пір'я у дівчини-лебеді, яка прийшла купатися у водоймі, щоб вона не полетіла в нього, і одружується з нею. Зазвичай вона народжує йому дітей. Коли діти стають старшими, вони співають пісню про те, де батько сховав мамині шати, або запитують, чому мати завжди плаче, і знаходять для неї чарівний одяг, або іншим чином розкривають таємницю. Діва-лебідь одразу ж дістається свого одягу і зникає туди, звідки прийшла.

### Альтернативні варіанти
Відомі два інших вступних епізоди: (1) сім білих птахів крадуть золоті яблука з дерева в королівському саду (епізод, подібний до німецької казки «Золота пташка»), або, навпаки, вони прилітають і топчуть поля; (2) герой отримує ключ і всупереч волі господаря відкриває заборонену кімнату, де купаються діви-пташки.
Є варіації першого початкового епізоду, описаного вище, який зустрічається в скандинавських казках: третій або єдиний син охороняє поля свого батька вночі, щоб дізнатися, хто їх витоптує, і бачить трьох дівчат, які танцюють на лузі. Що стосується другого епізоду, то у фольклористичних творах він відомий як «Заборонена кімната» і поширений у казках з арабського фольклору.

## Значення образу
Дівчина-лебідь належить до іншої раси, ніж людський чоловік. За словами Алана Міллера та Аміри Ель-Зейн, діва-лебідь пов'язана як з повітрям (або «світом неба»), так і з водою. У зв'язку з цим у багатьох казках діва-лебідь і її сестри є дочками небесного божества, царя духів або приходять з небес.
Діви-лебеді втілюють такі бажані риси, як удача та процвітання. У цьому відношенні, за словами дослідниці Серініті Янг, вона також представляє образ жіночого божества, яким чоловічий персонаж намагається заволодіти, оскільки вона приносить процвітання та може підняти останнього до «вищих станів буття, включаючи безсмертя».

## Фольклорні мотиви і легенди
У німецькій міфології персонаж діви-лебедя асоціюється з «кількома Валькіріями», спостереження, яке приводить Якоб Грімм у своїй книзі  Тевтонська (Германська) міфологія (нім. Deutsche Mythologie). Подібно до міжнародної легенди, їх чарівна сорочка-лебедя дозволяє їм перетворитися на птаха.

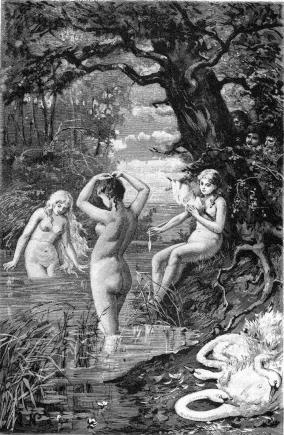
У Пісні про Віланда (Völundarkviða) Віланд-Коваль і його брати одружуються з валькіріями, які одягаються в лебедині шкури.

У німецьких героїчних легендах (нім. Germanische Heldensage) історії про Віланда Коваля описують його як закоханого в Сванхільду, дівчину-лебідь, яка є донькою від шлюбу між смертною жінкою та казковим королем. Проте Сванхільда та її сестри здатні літати як лебеді. Але поранена списом Сванхільда падає на землю, але її рятує Віланд, після цього вона виходить за нього заміж, відкидаючи свої крила та чарівний перстень сили. Вороги Віланда, Нейдінги, під керівництвом принцеси Батхільди, викрадають перстень і Сванхільду та руйнують будинок Віланда. Коли Віланд шукає Сванхільду, вони ловлять його в пастку та калічать. Однак він виготовляє собі крила та тікає зі Сванхільдою, оскільки будинок Нейдінгів було знищено.
Інша історія розповідає про валькірію Брунгільду. У Сагі про Вельсунґів (ісл. Vǫlsunga saga) король Агнар позбавляє Брунхільду чарівної лебединої сорочки, таким чином змушуючи її служити йому.
У корінних народів Північної Америки є казка про Червоного лебедя, птаха з червоним оперенням. Птах привертає увагу молодого воїна, який вирушає на її пошуки.
Китайська версія була задокументована ще у IV столітті. Чоловік викрадає крилатий одяг дівчини-пташки, яка купається, і одружується з нею. Згодом вона народжує трьох дочок. Через кілька років жінка знаходить свій одян і відлітає. Пізніше вона повертається з новим крилатим одягом для трьох дочок і забирає їх із собою. Цей мотив також можна знайти в китайській легенді про Ніуланг-Жіню (Пастух і ткачиха).
В Японії існує легенда Хагоромо Денсецу ( яп.羽衣伝説), яку можна знайти у збірках творів Омі — Фудокі написаних у VIII столітті. Чоловік викрадає халат із пір'я (Хагоромо) небесної дівчини, що купається (Тенньо), без якого вона не може обернутися на пташку, і змушує її вийти за нього заміж. Через кілька років вона отримує халат назад, летить на небо і залишає чоловіка та дітей.

## Популярна культура
У Пісні про Нібелунгів (нім. Nibelungenlied) коротко згадуються дві дівчини-лебеді, коли Гаґен з Троньє топить скарб у Рейні. Вони слугували прототипом для трьох героїнь опери «Дочки Рейну» (нім. Rheintöchter) Ріхарда Вагнера.
Образ дівчини-лебедя зустрічається не лише у музиці, от як у творах Чайковського, так і в образотворчому мистецтві. Одна із картин Михайла Олександровича Врубеля присвячена персонажу опери Н. А. Римського-Корсакова Царівні-Лебідь.